# Metatron
Metatron oder Mattatron (hebr. מטטרון; aus dem lateinischen mētātor, „Vermesser“) ist ein hochrangiger Engel in der jüdischen und islamischen Mythologie. Heutzutage wird er besonders in der jüdisch-christlichen Esoterik verehrt. Metatrons Funktionen in den verschiedenen Religionen sind nicht einheitlich und daher auch nicht eindeutig zu bestimmen.

## Jüdische Überlieferung
Meṭaṭron wird  im babylonischen Talmud an drei Stellen erwähnt.
Der Sohar bezeichnet Metatron als jenen Engel, der das Volk Israel während des Exodus aus Ägypten durch die Wildnis führte. Er übermittelt den Willen des Schöpfers an Propheten und andere Engel, darunter die Engel Gabriel und Samael, sowie Dämonen.
Bestimmte religiöse Schulen betrachten ihn als den von Gott in den Status eines Seraphen erhobenen Henoch. Er wurde zum höchstrangigen Mitglied in der himmlischen Hierarchie nach dem Schöpfer, zum „Statthalter des Himmels“ und „König der Engel“. Er gilt als Engel des Anfangs und des Endes.

## Islamische Darstellung
Die früheste Darstellung des Engels Metatron in islamischen Schriften findet sich womöglich im Koran selbst. Demnach wäre der in Sure 9:30-31 genannte Uzair, den Juden vermeintlich als einen „Sohn Gottes“ verehren würden, eigentlich ein anderer Name für den Propheten Henoch, der wiederum mit Metatron in den Merkaba-Traditionen identifiziert wurde.:184 Islamische Heresiologen beschuldigten Juden wiederholt, einen Engel als stellvertretenden Gott oder als Inkarnation Gottes zu verehren, besonders während des Feierns des Rosch ha-Schana. Auch der Name selbst kann bereits bei Al-Kindi und Al-Masudi bezeugt werden.:192 In einem drusischen Text wird Metatron unter den anderen vier kanonischen Erzengeln, Gabriel, Michael, Raphael und Azrael eingeordnet.:192 Al-Suyuti beschreibt ihn als den Engel des himmlischen Schleiers und als den einzigen, der weiß, was hinter diesem liegt.:193 Metatron taucht ebenfalls häufig in magischen Werken auf. Ahmad al-Buni beschreibt Metatron mit einer Krone und einer Lanze, wobei die Lanze wahrscheinlich den Stab des Moses ersetzt.:198 Aber auch in anderen magischen Praktiken wird Metatron genannt, um böse Dschinn, Satane und Zauber von Magiern abzuwehren.:199

## Populäre Rezeptionen
- Der Fantasyroman Ein gutes Omen von Terry Pratchett und Neil Gaiman erwähnt Metatron als Stimme des Herrn und stellt diesen Posten in einer Fußnote mit einem irdischen Pressesprecher gleich.
- In der Buchreihe His Dark Materials von Philip Pullman hat er die Funktionen Gottes übernommen, der alt und senil geworden ist. Am Ende des Buches wird er in einem Kampf mit zwei menschlichen Protagonisten vernichtet.
- In dem Film Dogma von 1999 wird Metatron von Alan Rickman verkörpert. Er sagt, alle, die je behaupteten, mit Gott gesprochen zu haben, hätten in Wirklichkeit Metatron als „Stimme Gottes“ gehört, da kein menschliches Wesen der Stimme Gottes standhalten könne, oder sie hätten Selbstgespräche geführt.
- In der Fernsehserie Supernatural ist Metatron der Schreiber Gottes. Er verstößt die anderen Engel aus Rache aus dem Himmel und erlangt mithilfe der Engelstafel schließlich gottähnliche Kräfte.
- Die Manga- und Animeserie Angel Sanctuary nimmt Bezug auf Metatron als „Stimme Gottes“. Dort ist er ein kleines Kind unter der Vormundschaft von Großminister Sevothtarte.
- In der Light-Novel-Reihe und Animeserie Date A Live wird Metatron der Engel von Origami Tobiichi, nachdem diese von einer unbekannten Existenz in einen Geist verwandelt wird.
- Die amerikanische Band Praxis nahm 1994 ein Album mit dem Namen Metatron auf.
- Die amerikanische Band The Mars Volta hat auf ihrem 2008er-Album The Bedlam in Goliath einen Song namens Metatron veröffentlicht.
- Das Jazztrio The Bad Plus veröffentlichte 2010 den Song My Friend Metatron auf ihrem Album Never Stop.
- Die finnische Band Babylon Whores veröffentlichte 1997 den Song Metatron auf ihrem Album Cold Heaven.
- Die Folge 57 der Hörspielserie Offenbarung 23 hat den Namen Der Metatron.
- Das Hörspiel Metatron (1998 im Deutschlandradio) des Berliner Künstlers Kyon beschreibt das Wirken von Metatron. Daneben gibt es von Kyon zum gleichen Thema eine Website.[9]
- Im deutschsprachigen Fantasy/SciFi-Buch Teufels Werk und Gottes Beitrag von Manfred Klein, in dem es um ein Attentat auf Gott geht, wird Metatron als mächtigster aller Erzengel genannt.
- Im Spiel Undertale kommt der Engel Metatron als Roboter namens Mettaton vor, welcher der Programmierung seines Erschaffers immer Folge leistet und daraufhin den Protagonisten unerbittlich verfolgt.
- Im Buch Armageddon vom deutschen Fantasy-Autor Wolfgang Hohlbein (erschienen Herbst 2017) spielt der goldene Engel Metatron auch am Ende eine tragende Rolle als der Engel, der über den apokalyptischen Reitern steht.
- Der Engel Metatron taucht auch in einer langen Liste von Engeln im Werk Die unendliche Liste von Umberto Eco auf.[10][11] Diese Engel-Liste hat zwei Biologen dazu angeregt, eine von ihnen neu entdeckte Köcherfliegen-Art nach Metatron zu benennen, wobei sie Umberto Eco als Bezugspunkt ausdrücklich hervorhoben.[12] Die neue Art heißt Setodes metatron nov.sp. Die beiden Wissenschaftler entdeckten zeitgleich noch vier weitere neue Köcherfliegen-Arten, die nach den Engeln Arael, Hamabiel, Marianu und Asphor benannt wurden, alles ebenfalls Engel aus der Liste von Umberto Eco.[12]